# 三甲集镇
三甲集镇，是中华人民共和国甘肃省临夏回族自治州广河县下辖的一个乡镇级行政单位，此地曾经毒品泛滥，但2006年4月开启的“禁毒人民战争”，最终终止了此地的毒品泛滥情况。

## 行政区划
三甲集镇下辖以下地区：
水家村、陈家村、东关村、镇沙家村、上集村、白庄头村、宗家村、头家村、甘坪村、小沟村、康家村、五户村、黑山村、小洼沟村和南山村。